# Golda Tencer

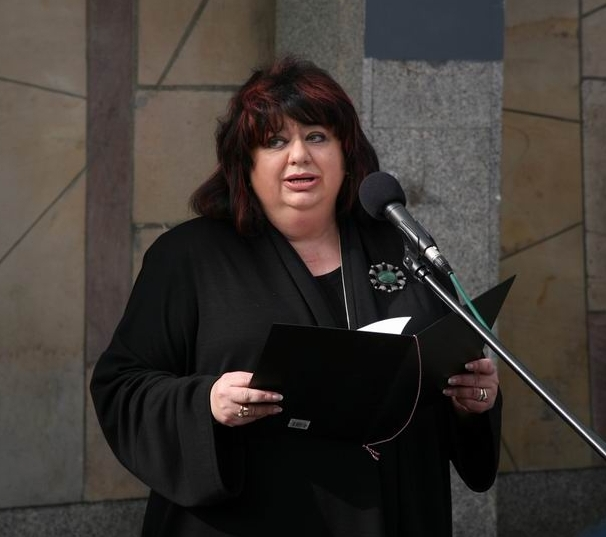
Golda Tencer, 2008

Golda Tencer (* 2. August 1949 in Łódź) ist eine polnisch-jüdische Schauspielerin, Sängerin und Regisseurin.

## Leben
Golda Tencer entstammt einer religiösen jüdischen Familie. Ihr Vater Szmul Tencer (1915–1971) war ein Überlebender des Holocausts. Ihre Mutter Sonia Tencer überlebte den Krieg in der Sowjetunion. 
Erste Bühnenerfahrungen machte sie auf der jüdischen Schule Pereca in Łódź und als Kind im Teatr Powszechny in Łódź. 1969 ging sie nach Warschau und absolvierte eine Schauspielausbildung am dortigen Jüdischen Theater. 1971 erhielt sie ihr Schauspieldiplom und gehört seitdem zum Ensemble des Jüdischen Theaters. 1984 erhielt sie ein Stipendium der Regierung der Vereinigten Staaten von Amerika und hatte dadurch die Möglichkeit, Theaterarbeit in den USA kennenzulernen. 
Golda Tencer war mit dem langjährigen Direktor des Jüdischen Theaters Warschau, Szymon Szurmiej, verheiratet. Sie gilt in Polen als eine der herausragenden Interpretinnen jiddischer Chansons und absolvierte auch Gastauftritte im europäischen Ausland, u. a. in Deutschland. In Deutschland wurde sie einem breiteren Publikum zudem durch Dani Levys Film Alles auf Zucker! in der Rolle der Ehefrau von Udo Samel bekannt. In Warschau ist sie weiterhin als Regisseurin und Schauspielerin am Jüdischen Theater tätig.

## Filmografie (Auswahl)
- 1979: David – Regie: Peter Lilienthal
- 1983: Austeria – Regie: Jerzy Kawalerowicz
- 2004: Alles auf Zucker! – Regie: Dani Levy
- 2007: Liebe nach Rezept – Regie: Jorgo Papavassiliou